# Demi Lovato: Dancing with the Devil
Demi Lovato: Dancing with The Devil è una docuserie del 2021. Distribuita esclusivamente YouTube, la serie si incentra su alcune vicende private della cantante e attrice Demi Lovato, in particolare sull'overdose avuta nell'estate 2018 e sulle conseguenze di tale avvenimento sulla sua salute e sul suo percorso di vita.

## Trama
Attraverso le proprie testimonianze e quelle di familiari, amici, artisti con cui ha collaborato nel corso della sua carriera musicale e altre persone che ha incontrato nel corso del suo cammino, Demi Lovato parla al pubblico di alcuni avvenimenti salienti della sua vita recente. L'artista si sofferma soprattutto su: l'overdose avuta nell'estate 2018, le conseguenze sulla sua salute (tra cui un infarto e tre ictus), la ripartenza, il lavoro su nuova musica insieme ad un team parzialmente nuovo ed al nuovo manager Scooter Braun, il fidanzamento ufficiale con l'attore e cantante Max Erich che è tuttavia naufragato prima dell'annunciato matrimonio, la decisione di modificare radicalmente il proprio look. Il documentario parla inoltre di dinamiche e traumi che l'artista ha vissuto durante l'infanzia e più in generale nei primi decenni di vita ma di cui non aveva mai parlato precedentemente, come uno stupro subito all'età di 16 anni. Viene inoltre offerta alla ballerina Dani Vitale, ingiustamente accusata di essere collegata all'overdose (che si verificò in seguito alla sua festa di compleanno) la possibilità di rivelare la sua estraneità alla vicenda.

## Produzione
Durante la promozione del suo sesto album Tell Me You Love Me, Demi Lovato aveva pubblicato il documentario Demi Lovato: Simply Complicated con una struttura simile a quella di tale docuserie: interventi anche da parte di amici e parenti e distribuzione in esclusiva su YouTube. L'idea di produrre Demi Lovato: Dancing with the Devil nasce dunque per creare una sorta di sequel ideale del precedente documentario, che mostri come sono andate effettivamente le cose in un periodo successivo alla sua distribuzione. Il progetto è stato annunciato dalla stessa Demi Lovato nel gennaio 2021, affermando di ritenere che fosse giunto il momento giusto per parlare in prima persona di quanto le era accaduto in quanto, di condividere con il pubblico tutto ciò che aveva da dire al riguardo.

## Distribuzione
Il trailer ufficiale della docuserie è stato pubblicato su YouTube il 17 febbraio 2021: in tale occasione è stata rivelata per la prima volta la composizione del cast, inclusa la partecipazione di personaggi molto noti come Christina Aguilera ed Elton John. La docuserie è stata pubblicata il 23 marzo 2021, in esclusiva su YouTube. Prima della pubblicazione ufficiale, Demi Lovato: Dancing with the Devil è stata presentata nel corso del festival South by Southwest 2021.

## Colonna sonora
Nel trailer della docuserie è stata presentata una canzone inedita intitolata proprio Dancing with the Devil, pubblicata il 26 marzo 2021 e contenuta nell'album Dancing with the Devil... the Art of Starting Over, uscito la settimana successiva. Il brano viene utilizzato all'interno della sigla degli episodi che compongono la serie.

## Accoglienza
Sull'aggregatore Rotten Tomatoes la miniserie riceve l'81% delle recensioni professionali positive con un voto medio di 7 su 10 basato su 27 critiche, mentre su Metacritic ottiene un punteggio di 73 su 100 basato su 9 critiche.